# Тюха
Тюха — річка в Україні, в Тернопільському районі Тернопільської області, права притока Серету (басейн Дністра).

## Опис
Довжина річки 10 км, похил річки — 6,7 м/км. Формується з багатьох безіменних струмків та 2 водойм. Площа басейну 36,9 км².

## Розташування
Бере початок на північно-західній околиці села Заздрість й тече переважно через нього на південний схід. У селі Різдвяни впадає у річку Серет, ліву притоку Дністра.
Населені пункти вздовж берегової смуги: Бернадівка, Різдвяни, Тютьків.
Річку перетинає автомобільний шлях національного значення Н18 Івано-Франківськ — Бучач — Тернопіль.